# 聖約瑟 (密歇根州)
聖約瑟（英語：St. Joseph）是一個位於美國密歇根州貝林縣的城市。根據2010年美國人口普查，該地共人口8365人，而該地的面積約為12.38平方千米。同時該地也是貝林縣的縣治。

## 地理
聖約瑟的座標為42°05′53″N 86°29′03″W / 42.09806°N 86.48417°W，而該地的平均海拔高度為192米（即630英尺）。